# 5 فبراير
- السبت
- الأحد
- الاثنين
- الثلاثاء
- الأربعاء
- الخميس
- الجمعة

- 12 شعبان 1446  هـ
- 23 شعبان 1446  هـ
- 34 شعبان 1446  هـ
- 45 شعبان 1446  هـ
- 56 شعبان 1446  هـ
- 67 شعبان 1446  هـ
- 78 شعبان 1446  هـ
- 89 شعبان 1446  هـ
- 910 شعبان 1446  هـ
- 1011 شعبان 1446  هـ
- 1112 شعبان 1446  هـ
- 1213 شعبان 1446  هـ
- 1314 شعبان 1446  هـ
- 1415 شعبان 1446  هـ
- 1516 شعبان 1446  هـ
- 1617 شعبان 1446  هـ
- 1718 شعبان 1446  هـ
- 1819 شعبان 1446  هـ
- 1920 شعبان 1446  هـ
- 2021 شعبان 1446  هـ
- 2122 شعبان 1446  هـ
- 2223 شعبان 1446  هـ
- 2324 شعبان 1446  هـ
- 2425 شعبان 1446  هـ
- 2526 شعبان 1446  هـ
- 2627 شعبان 1446  هـ
- 2728 شعبان 1446  هـ
- 2829 شعبان 1446  هـ

5 فبراير أو 5 شُباط أو يوم 5 \ 2 (اليوم الخامس من الشهر الثاني) هو اليوم السادس والثلاثون (36) من السنة وفقًا للتقويم الميلادي الغربي (الغريغوري). يبقى بعده 329 يومًا لانتهاء السنة، أو 330 يومًا في السنوات الكبيسة.

## أحداث
- 1428 - ملك صقلية يجبر اليهود على حضور عظات تبشير بالمسيحية لثنيهم عن دينهم.
- 1777 - ولاية جورجيا الأمريكية تقرر إلغاء توريث العبيد كخطوة في اتجاه إلغاء الرق تمامًا.
- 1794 - إلغاء العمل بنظام الرق في فرنسا من قبل حكومة الكونفونسيون.
- 1877 - السلطان عبد الحميد الثاني يعزل الصدر الأعظم أحمد مدحت باشا عن الصدارة العظمى وينفيه خارج أراضي الدولة العثمانية بعد أقل من شهرين على تعيينه.
- 1887 - الدولة العثمانية تبدأ في إسطنبول لأول مرة الاختبارات التجريبية لغوص أول غواصة عثمانية «الغواصة عبد الحميد» تحت البحر، ونحتت اسم «تحت البحر» إسماً للغواصة، ثم أدخلتها ضمن أسطولها البحري، وكانت هذه أول مرة يستخدم فيها العثمانيون الغواصة.
- 1917 - الشيخ سالم المبارك الصباح يتولى الحكم في الكويت بعد وفاة أخيه الشيخ جابر المبارك الصباح.
- 1962 - الرئيس الفرنسي شارل ديغول ينادي باستقلال الجزائر.
- 1974 - مركبة الفضاء أبولو 14 تهبط على سطح القمر.
- 1983 - بدأ محاكمة كلاوس باربي المسؤول في جهاز الجستابو في ألمانيا النازية خلال الحرب العالمية الثانية بتهمة ارتكاب جرائم حرب وذلك بعد نحو أربعين عامًا من انتهاء الحرب.
- 1988 - إدانة رئيس بنما مانويل نورييغا بتهم بتهريب لمخدرات وغسيل الأموال.
- 2003 - وزير الخارجية الأمريكي كولن باول يلقي خطابًا أمام مجلس الأمن يربط فيه بين الرئيس العراقي صدام حسين وبين جماعات أنصار الإسلام وتنظيم القاعدة.
- 2006 - مظاهرات في بيروت احتجاجًا على الرسوم الكاريكاتورية المسيئة للنبي محمد في صحيفة يولاندس بوستن الدانماركية تؤدي إلى وقوع أعمال عنف في منطقة الأشرفية، ووزير الداخلية حسن السبع يقدم استقالته من منصبه على خلفية هذه الأعمال.
- 2009 - السلطات المصرية تمنع القيادي في حركة حماس أيمن طه من عبور معبر رفح إلى قطاع غزة بسبب حيازته أموال يريد أن يدخلها للقطاع.
- 2015 - مجلس نواب الشعب التونسي يمنح الثقة للحكومة الجديدة برئاسة الحبيب الصيد.
- 2017 - المنتخب الكاميروني لكرة القدم يفوز على نظيره المصري بنتيجة هدفين مقابل هدف واحد، ويتوج بلقب كأس الأمم الأفريقية للمرة الخامسة في تاريخه.
- 2020 - مجلس الشيوخ الأمريكي يُبرئ الرئيس دونالد ترامب من تهمتي إساءة استخدام السلطة وعرقلة عمل الكونغرس.
- 2021 - انتخاب محمد المنفي رئيسًا للمجلس الرئاسي الليبي وعبد الحميد الدبيبة رئيسًا للحكومة بعد انتهاء أعمال منتدى الحوار السياسي الليبي.
- 2022 - مقتل ما لا يقل عن 21 شخصًا وتدمير العديد من المباني في مدغشقر جراء إعصار باتسيراي.

## مواليد
- 1626 - مدام دي سيفينيه، أديبة فرنسية.
- 1788 - روبرت بيل، رئيس وزراء بريطاني.
- 1804 - يوهان لودفيغ رونيبيرغ، شاعر فنلندي.
- 1840 - جون بويد دنلوب، مخترع اسكتلندي.
- 1848 - بيل ستار، أمريكية خارجة عن القانون.
- 1899 - قاسم محي الدين، فقيه مسلم وشاعر وكاتب عراقي.
- 1904 - مينوبه ريوكيتشي، سياسي ياباني.
- 1910 - فرانشيسكو فارايو، لاعب كرة قدم أرجنتيني.
- 1914 -
  - آلن لويد هودجكين، عالم كيمياء حيوية إنجليزي حاصل على جائزة نوبل في الطب عام 1963.
  - ويليام بوروز، كاتب أمريكي.
- 1915 - روبرت هوفستاتر، عالم فيزياء أمريكي حاصل على جائزة نوبل في الفيزياء عام 1961.
- 1919 - كمال الشيخ، مخرج مصري.
- 1924 - خليل شوقي، ممثل عراقي.
- 1931 - عائشة المرطة، مغنية كويتية.
- 1932 - تشيزري مالديني، لاعب ومدرب كرة قدم إيطالي.
- 1933 - يورن دونر، كاتب ومخرج أفلام فنلندي.
- 1934 - هانك آرون، لاعب كرة قاعدة أمريكي.
- 1935 - محمد منذر لطفي، شاعر وطيار عسكري سوري.
- 1942 - يسري الجندي، كاتب مسرحي مصري.
- 1943 - مايكل مان، مخرج أمريكي.
- 1944 - يوسكي أكيموتو، ممثل أداء صوتي ياباني.
- 1948 -
  - زفن غوران إريكسون، لاعب ومدرب كرة قدم سويدي.
  - توم ويلكينسون، ممثل إنجليزي.
- 1949 -
  - كورت بيك، سياسي ألماني.
  - علي المنوفي، مترجم مصري.
- 1951 - ريوسيه ناكاو، ممثل أداء صوتي ياباني.
- 1952 - فاروق الفيشاوي، ممثل مصري.
- 1958 - سعيد حامد، مخرج سوداني.
- 1959 - جينيفر غرانهولم، سياسية أمريكية.
- 1962 -
  - الشابة فضيلة، مغنية وممثلة جزائرية.
  - جينيفر جيسون لي، ممثلة أمريكية.
- 1964 - لورا ليني، ممثلة أمريكية.
- 1965 - جورجي هاجي، لاعب كرة قدم روماني.
- 1966 - خوسي ماريا أولزابال، لاعب كرة قدم روماني.
- 1967 - إسكندر نجار، كاتب لبناني.
- 1968 - قاسم ملحو، ممثل سوري.
- 1969 -
  - هيدينوبو كيوتشي، ممثل أداء صوتي ياباني.
  - بوبي براون، مغني أمريكي.
- 1972 - الأميرة ماري، زوجة الأمير فريدريك ولي عهد الدنمارك.
- 1974 - كاتيا فرح، مغنية لبنانية.
- 1975 - جيوفاني فان برونكهورست، لاعب كرة قدم هولندي.
- 1976 -
  - أبهشيك بتشن، ممثل هندي.
  - جون ألويسي، لاعب كرة قدم أسترالي.
  - توني جا، ممثل تايلاندي.
- 1977 -
  - بن أينسلي، لاعب أولمبي لرياضة سباق القوارب الشراعية من بريطانيا العظمى.
  - هوتن دولتي، ناشط سياسي ومهندس وصحفي إيراني.
- 1980 - روبن فيك، لاعب كرة مضرب تشيكي.
- 1981 -
  - لوكاس فينترا، لاعب كرة مضرب يوناني.
  - نورا زهتنر، ممثلة أمريكية.
- 1982 - رودريغو بالاسيو، لاعب كرة قدم أرجنتيني.
- 1984 - كارلوس تيفيز، لاعب كرة قدم أرجنتيني.
- 1985 - كرستيانو رونالدو، لاعب كرة قدم برتغالي.
- 1986 -
  - فيدران كورلوكا، لاعب كرة قدم كرواتي.
  - مانويل فيرنانديز، لاعب كرة قدم برتغالي.
  - كارلوس فيلانويفا، لاعب كرة قدم تشيلي.
- 1991 - مروة راتب، ممثلة سورية تعمل في الإمارات.
- 1992 - نيمار، لاعب كرة قدم برازيلي.
- 1993 - تونكو عبد الرحمن الجفري، الأمير الخامس لولاية جوهر.
- 1995 - عدنان يانوزاي، لاعب كرة قدم بلجيكي.

## وفيات
- 1881 - توماس كارليل، كاتب اسكتلندي.
- 1917 - جابر المبارك الصباح، حاكم الكويت الثامن.
- 1954 - حسين سميعي، سياسي وكاتب إيراني.
- 1962 - جاك إبرت، موسيقي فرنسي.
- 1999 - فاسيلي ليونتييف، اقتصادي أمريكي من أصل روسي حاصل على جائزة نوبل في العلوم الاقتصادية عام 1973.
- 2010 - غاليمزيان خوساينوف، لاعب كرة قدم روسي.
- 2011 -
  - عمر أميرلاي، مخرج سينمائي سوري.
  - إبراهيم الخطيب، شاعر وطبيب فلسطيني أردني.
- 2016 - أحمد سيف الإسلام البنا، أمين عام أسبق لنقابة المحامين المصرية.
- 2020 -
  - كيرك دوغلاس، ممثل أمريكي.
  - عايدة النجار، كاتبة وباحثة فلسطينية.
- 2021 - عزت العلايلي، ممثل مصري
- 2022 -
  - ريان أورام، طفل مغربي.
  - هلال العامري، شاعر عماني.
- 2023 - برويز مشرف، رئيس باكستان العاشر.

## أعياد ومناسبات
- عيد القديسة أغاثا الصقلية.

## وصلات خارجية
- وكالة الأنباء القطريَّة: حدث في مثل هذا اليوم.
- النيويورك تايمز: حدث في مثل هذا اليوم.
- BBC: حدث في مثل هذا اليوم.